# Laguna del Pelado
La laguna del Pelado es un cuerpo de agua superficial ubicado cerca de la frontera internacional de la Región de Coquimbo que tiene como emisario al río Totoral, formativo del río principal de la cuenca del río Choapa.
Según Hans Niemeyer, el Choapa nace de la confluencia de los ríos Totoral y del Valle.: 285 . Luis Risopatrón, en su Diccionario Jeográfico de Chile publicado en 1924, sostiene en la entrada para el río Chicharra (también llamado río Leiva) que el Choapa nace de la unión del Chicharra con el Totoral.: 195 

## Ubicación y descripción
La laguna del Pelado se ubica entre cumbres que alcanzan los 5000 m s. n. m. y drena una hoya de 61 km². Su espejo de agua cubre un área de 130 hectáreas y es alimentado por el estero Ojotas que reúne las aguas que bajan del cordón limítrofe.: 286 
El río Totoral nace de filtraciones de la laguna a través de una obstrucción producida por rodados y derrumbes sobre lo que sería el cauce natural del río.: 286 

## Historia
Luis Risopatrón lo describe en su Diccionario Jeográfico de Chile (1924):: 647 
Pelado (Laguna del). Tiene unas 200 hectáreas de superficie i se encuentra a 3580 m de altitud, al pié W del cordón limitáneo con la Arjentina, en los oríjenes del río de El Totoral, al que desagua por filtraciones: se ha anotado en febrero 31,8° i -6 °C como temperatura máxima i mínima del aire bajo abrigo i 31,5 °C como oscilación máxima en 12 horas.